# Рахматова, Мартия Ахметовна
Мартия Ахмедовна Рахматова (узб. Martiya Ahmedovna Rahmatova; род. 8 марта 1955, Арабхана, Бухарская область, Ургутский район, Узбекская ССР, СССР) — передовой деятель, Герой Узбекистана (1999).

## Биография
Мартия Ахмедовна Рахматова родилась 8 марта 1955 года в селе Арабхана, Бухарской области. Трудовую деятельность начала в 1973 году прядильщицей на Бухарской прядильной фабрике. С 1994 года прядильщица в 1-м прядильном цехе. За свою карьеру освоила работу на 3-4 станках, опираясь на передовые технологии, обеспечивая бесперебойную работу станков, увеличивая загруженность, обеспечивая высокое качество производимой пряжи.

## Достижения
- Орден «Мехнат шухрати» (1996)
- Герой Узбекистана (25 августа 1999)